# Dresden Challenger 1995
Il Dresden Challenger 1995 è stato un torneo di tennis facente parte della categoria ATP Challenger Series nell'ambito dell'ATP Challenger Series 1995. Il torneo si è giocato a Dresda in Germania dal 15 al 21 maggio 1995 su campi in terra rossa.

## Vincitori

### Singolare
Kris Goossens ha battuto in finale  Magnus Gustafsson con il punteggio di 6–4, 5–7, 7–5

### Doppio
Matt Lucena /  Nuno Marques hanno battuto in finale  Mike Bauer /  Jon Ireland con il punteggio di 6–1, 6–4